# Astronium obliquum
Astronium obliquum là một loài thực vật có hoa trong họ Đào lộn hột. Loài này được Griseb. mô tả khoa học đầu tiên năm 1859.